# Jasna Boljević
Jasna Tošković-Boljević (født 16. marts 1989 i Podgorica) er en kvindelig montenegrinsk håndboldspiller, der spiller for rumænske CS Rapid București og tidligere Montenegros kvindehåndboldlandshold.

## Meritter
- EHF Cup Winners' Cup:
  - Finalist: 2013
- EM i håndbold:
  - Vinder: 2012